# WWE Aftershock
WWE Aftershock é um jogo de wrestling profissional lançado no N-Gage em 11 de julho de 2005. O jogo apresenta 11 superstars (2 dos quais são destraváveis).
WWE Aftershock é o único jogo vaseado na WWE lançado para ser o N-Gage.

## Jogabilidade
O jogo é notável por a ausência de um modo Create-A-Wrestler , a falta do modo história, a falta de lutas oficiais da WWE, como a Hell in a Cell, a falta de temas reais e titantrons de entrada dos WWE Superstars.

## Roster
| Superstars     |
| -------------- |
| Booker T       |
| Chris Benoit   |
| Bret Hart      |
| Chris Jericho  |
| Eddie Guerrero |
| Edge           |
| John Cena      |
| Rey Mysterio   |
| Ric Flair      |
| Triple H       |
| The Undertaker |

## Recepção da Crítica
WWE Aftershock foi mal recebido pela crítica. Rotten Tomatoes deu ao jogo uma classificação de 11%, uma das mais baixas avaliações da empresa.